# Crise dos jogos eletrônicos de 1983
A crise dos jogos eletrônicos de 1983, conhecida no Japão como Atari Shock (アタリショック), foi uma recessão em larga escala da indústria de jogos eletrônicos que ocorreu de 1983 a 1985, principalmente nos Estados Unidos. A crise foi atribuída a diversos fatores, incluindo a saturação do mercado no número de consoles e jogos disponíveis, muitos de baixa qualidade, bem como o decrescente interesse por consoles em favor de computadores pessoais. Lucros de jogos eletrônicos pessoais alcançaram um pico de $3,2 bilhões em 1983 e diminuíram para cerca de $100 milhões em 1985, uma queda de quase 97%. A crise encerrou abruptamente a segunda geração de consoles na América do Norte. Em menor escala, o mercado de fliperamas também se enfraqueceu com o fim da era de ouro dos arcades.
Durando cerca de dois anos, a crise abalou a até então crescente indústria de jogos eletrônicos e causou a falência de diversas empresas que produziam computadores domésticos e consoles de jogos eletrônicos na região. Analistas da época expressaram dúvidas sobre a viabilidade a longo prazo de consoles e jogos.
A indústria norte-americana de jogos eletrônicos se recuperou alguns anos depois, principalmente graças ao sucesso extensivo da versão ocidental do console Famicom da Nintendo, o Nintendo Entertainment System (NES), lançado nos Estados Unidos em 1985. O NES foi projetado para evitar os erros que levaram à crise de 1983 e os estigmas associados a jogos eletrônicos na época.

## Causas e fatores

### Saturação do mercado de consoles

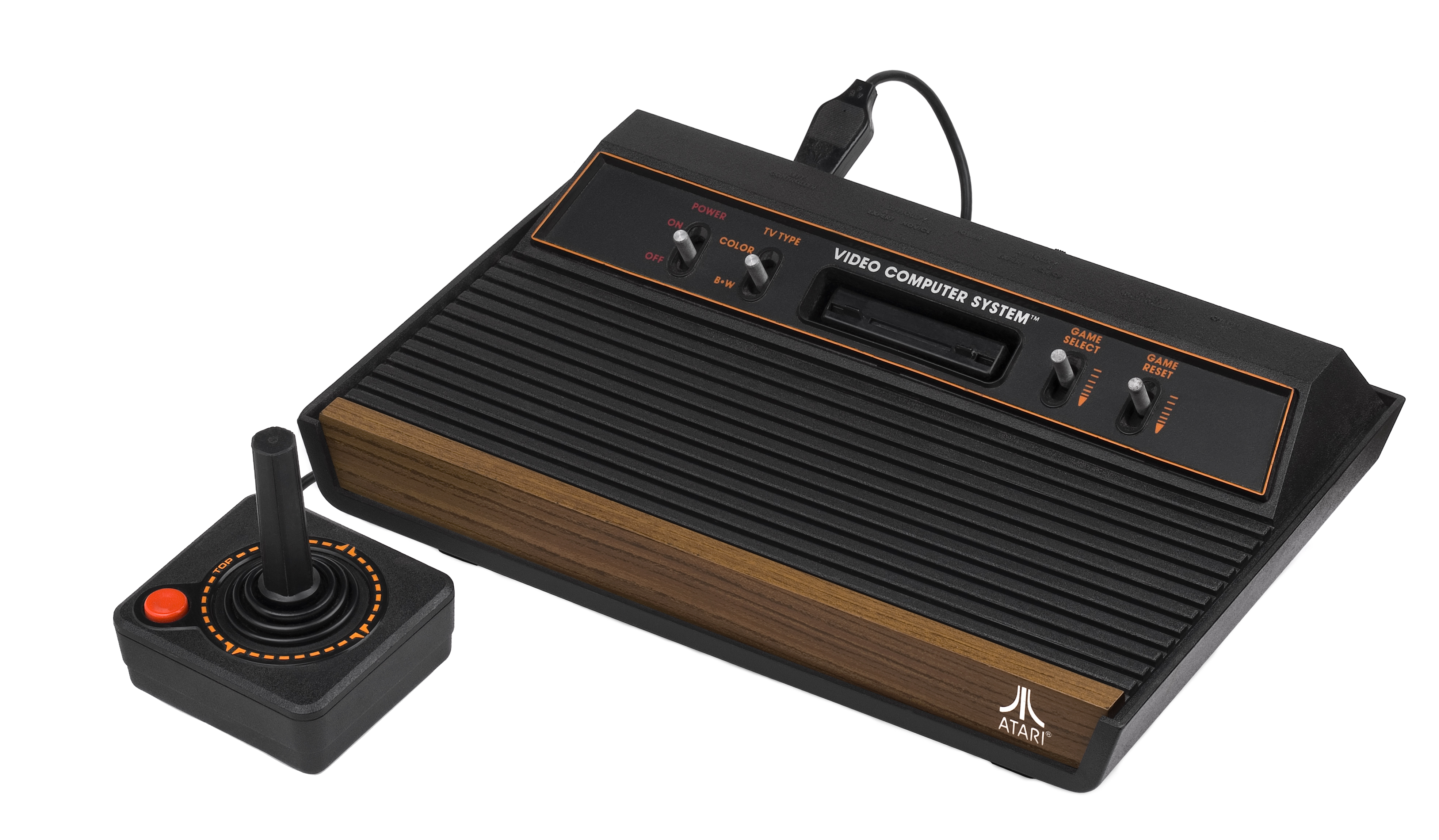
Atari VCS (mais tarde conhecido como Atari 2600), o console mais popular antes da crise.

O Atari Video Computer System (renomeado Atari 2600 em 1982) não foi o primeiro console doméstico com cartuchos trocáveis, mas no início dos anos 1980 ele era, por uma grande margem, o console de segunda geração mais popular nos Estados Unidos. Lançado em 1977 pouco antes do colapso do mercado de consoles clones de Pong, o Atari VCS teve vendas modestas durante seus primeiros anos no mercado. Em 1980, a versão licenciada da Atari de Space Invaders, desenvolvido pela Taito, se tornou o aplicativo matador do console; as vendas do VCS quadriplicaram, e o jogo foi o primeiro título a vender mais de um milhão de cópias. Outros consoles foram lançados graças ao sucesso do Atari VCS, tanto pela Atari quanto por outras empresas: o Magnavox Odyssey², o Intellivision, o ColecoVision, o Atari 5200 e o Vectrex. A Coleco venceu um componente adicional permitindo que jogos do Atari VCS fossem jogados no ColecoVision, também vendendo o console com uma versão licenciada de Donkey Kong, sucesso da Nintendo para fliperamas. Em 1982, o ColecoVision representava cerca de 17% do mercado de consoles caseiros, comparado aos 58% do Atari VCS; essa foi a primeira real ameaça à dominação da Atari sobre o mercado de jogos eletrônicos domésticos.
Cada novo console tinha seu próprio repertório de jogos produzidos exclusivamente pela desenvolvedora do console, enquanto o Atari VCS também tinha uma grande seleção de jogos desenvolvidos por outras empresas. Em 1982, analistas marcaram tendências de saturação, mencionando que a quantidade de software sendo lançada só permitiria alguns grandes sucessos, que lojas haviam alocado espaço demais para consoles, e que diminuições de preço de computadores domésticos poderiam abalar a indústria.
Além disso, o rápido crescimento da indústria de jogos eletrônicos levou a um aumento de demanda, que os fabricantes superestimaram. Em 1983, um analista da Goldman Sachs afirmou que a demanda por jogos eletrônicos havia aumentado 100% quando comparada ao ano anterior, mas que a produção das fabricantes havia aumentado 175%, criando um grande excedente. Ray Kassar, então diretor executivo da Atari, reconheceu em 1982 que o ponto de saturação da indústria era iminente. Entretanto, Kassar esperava que isso acontecesse quando cerca de metade dos lares estadunidenses tivessem um console de jogos eletrônicos. Infelizmente, a crise ocorreu quando cerca de 15 milhões de máquinas haviam sido vendidas, um número muito abaixo da estimativa de Kassar.

### Perda do controle de publicação
Antes de 1979, não existiam publicadoras third-party, com fabricantes de consoles como a Atari publicando todos os jogos para suas respectivas plataformas; isso mudou com a criação da Activision em 1979. A Activision foi fundada por quatro programadores que deixaram a Atari por acreditarem que seus desenvolvedores deveriam receber o mesmo reconhecimento e honras (especificamente na forma de porcentagens de vendas e créditos públicos) que atores, diretores e musicistas trabalhando para outras subsidiárias da Warner Communications, empresa-mãe da Atari na época. Já familiarizados com o Atari VCS, os quatro programadores desenvolveram seus próprios jogos e processos de fabricação de cartuchos. A Atari rapidamente moveu uma ação legal para bloquear a venda de produtos da Activision, mas não conseguiu impor medidas de restrição e o caso foi concluído em 1982. Apesar de a conclusão do caso obrigar a Activision a pagar uma porcentagem das vendas à Atari, este caso viabilizou a existência de desenvolvedoras third-party. Os jogos da Activision se tornaram tão populares quanto os da Atari, com Pitfall!, lançado em 1982, vendendo mais de 4 milhões de unidades.
Antes de 1982, a Activision era uma de apenas algumas empresas third-party publicando jogos para o Atari VCS. Entre outras estavam Imagic, Games by Apollo, Coleco, Parker Brothers, CBS Video Games e Mattel. Em 1982, o sucesso da Activision encorajou diversos outros competidores a entrarem no mercado. Entretanto, o fundador da Activision David Crane observou que muitas dessas empresas eram apoiadas por investidores de risco tentando emular o sucesso de sua empresa. Sem a experiência e as habilidades da equipe da Activision, esses competidores majoritariamente criavam jogos de baixa qualidade. Crane descreveu estes como "os piores jogos que você pode imaginar." Enquanto o sucesso da Activision podia ser atribuído à familiaridade da equipe com o Atari VCS, outras publicadoras não tinham a mesma vantagem. Elas dependiam em grande parte de espionagem da indústria, como contratar funcionários de outras empresas, por exemplo, para tentar ganhar espaço no mercado. Até mesmo a Atari acabou por recorrer a estas estratégias, contratando vários programadores do estúdio de desenvolvimento do Intellivision da Mattel, levando a uma ação legal que incluía acusações de espionagem.

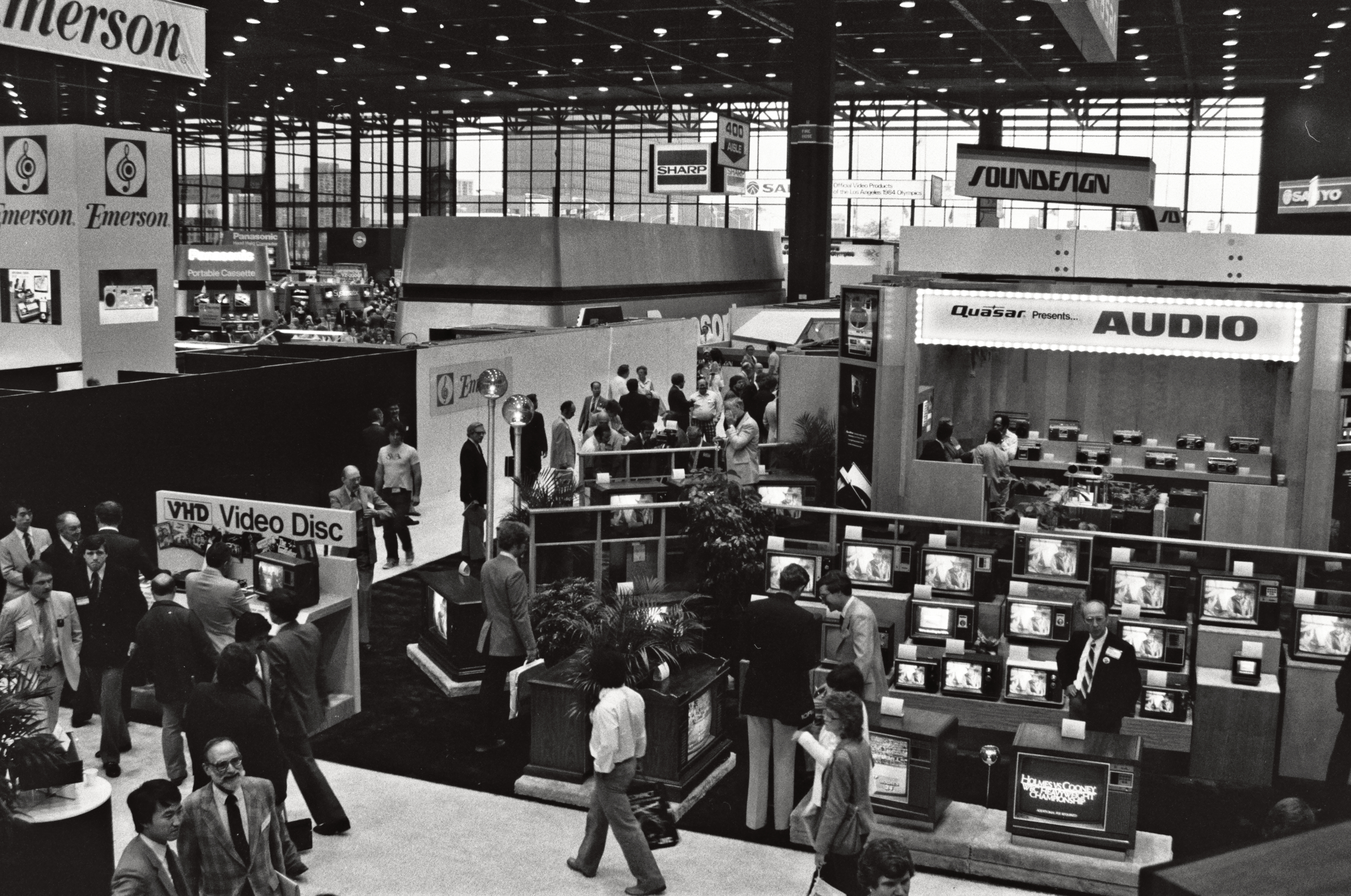
A feira comercial Consumer Electronics Show em 1982.

O crescimento acelerado da indústria de jogos third-party era facilmente ilustrado pelo número de vendedores presentes no semi-anual Consumer Electronics Show (CES). De acordo com Crane, o número de desenvolvedores saltou de 3 para 30 entre dois eventos. Na CES do verão de 1982, 17 empresas estavam presentes, incluindo a MCA Inc. e a Fox Video Games anunciando um total de 90 novos jogos para consoles da Atari. Até 1983, cerca de 100 empresas tentavam utilizar a CES como forma de entrar no mercado. A AtariAge documentou 158 diferentes empresas desenvolvendo para o Atari VCS. Em junho de 1982, apenas 100 jogos estavam disponíveis para Atari no mercado. Em dezembro do mesmo ano, este número ultrapassou os 400. Especialistas previram um excedente em 1983, com apenas 10% dos jogos produzidos representando 75% das vendas realizadas.
A revista Byte afirmou em dezembro que "em 1982, poucos jogos foram inovadores em design ou formato [...] se o público realmente gosta de uma ideia, ela é explorada por tudo que vale, e diversos clones em uma cor diferentes rapidamente acumulam nas prateleiras. Isto é, antes que o público pare de comprar ou que algo melhor apareça. Empresas que acreditam que jogos de microcomputadores são o bambolê dos anos 1980 só querem lucro rápido." Bill Kunkel disse em janeiro de 1983 que empresas haviam "licenciado tudo que se mexe, caminha, rasteja ou se esconde sob a terra. Você tem que se perguntar o quão tênue será a conexão entre o jogo e o filme Marathon Man. O que você vai fazer, um tratamento de canal eletrônico?" Em setembro de 1983, o Boston Phoenix afirmou que a fabricação de cartuchos para o Atari 2600 "não era mais uma indústria crescente." Títulos como o promocional Chase the Chuck Wagon da Ralston Purina, o clone de Kaboom! Lost Luggage, o jogo associado à banda de rock Journey Escape e o jogo de equilíbrio de pratos Dishaster exemplificaram as tentativas de tirar vantagem do crescimento explosivo da indústria que mais tarde se mostraram sem sucesso com varejistas e consumidores em potencial.
Além de inundar o mercado com um excesso de ideias, também havia um espaço limitado para competição. De acordo com Jim Levy da Activision, eles haviam projetado que o mercado de cartuchos em 1982 alcançaria a marca de cerca de 60 milhões de unidades, antecipando que a empresa seria capaz de garantir entre 12% e 15% desse mercado para sua produção. Entretanto, com pelo menos 50 empresas diferentes neste novo mercado, cada uma tendo produzido entre um e dois milhões de cartuchos, somadas aos pelo menos 60 milhões de cartuchos fabricados pela própria Atari em 1982, a produção era no mínimo duas vezes maior do que a demanda naquele ano. Isso contribuiu à acumulação de produtos não vendidos durante a crise.

### Falta de confiança dos consumidores
Antes de 1982, a Atari era considerada a empresa dominante na indústria de jogos eletrônicos domésticos mas, como descrito acima, novas marcas no mercado de consoles e a falta de controle de publicação resultaram na perda dessa posição de dominância. Durante 1982, a Atari cometeu diversos erros tentando reconquistar sua dominância que levaram o mercado e os consumidores a perderem a confiança que tinham na empresa e, consequentemente, na indústria como um todo.
Um dos fatores foi o tipo de jogos que a Atari escolheu publicar já que, a esse ponto, com a empresa controlada pela Warner Communications, ela estava mais focada em oportunidades de negócios ao invés de em inovação. Muitos de seus executivos eram MBAs e procuravam qualquer oportunidade de negócios que daria a eles uma vantagem sobre publicadoras de jogos third-party. O acordo da Coleco com a Nintendo para a publicação de Donkey Kong era uma grande ameaça para a Atari. A Atari obtivera sucesso no passado com suas próprias licenças de jogos famosos de fliperamas no Atari VCS, mas também procurava outras oportunidades lucrativas de licenciamento que poderiam diferenciá-la de outras empresas.

A baixa qualidade de E.T. the Extra-Terrestrial é considerada um dos fatores decisivos para a perda da confiança na Atari.

Dois jogos lançados em 1982, frequentemente citados como grandes fatores para a crise, contribuíram em grande parte para a perda da confiança dos consumidores na Atari: Pac-Man e E.T. the Extra-Terrestrial. A versão para o Atari VCS do sucesso de fliperamas Pac-Man foi lançada em março de 1982 e duramente criticada por especialistas, com seus gráficos recebidos particularmente mal. Apesar de alguns varejistas cancelarem seus pedidos, a maior parte das grandes lojas continuaram a vender o jogo, e a Atari vendeu sete milhões de unidades naquele ano. Ainda assim, a baixa qualidade de jogo prejudicou a marca Atari e levou a alguns pedidos de reembolso. E.T. the Extra-Terrestrial foi desenvolvido por Howard Scott Warshaw em apenas seis semanas sob ordens estritas da Atari para garantir o lançamento do jogo antes da temporada de Natal de 1982, depois que a empresa havia obtido os direitos para adaptar o filme homônimo por cerca de 20 a 25 milhões de dólares. A Atari antecipou quatro milhões de unidades vendidas, mas a baixa qualidade do jogo graças ao curto tempo de desenvolvimento impactou severamente as vendas, e cerca de 3,5 milhões de unidades foram devolvidas à empresa, levando ao enterro de jogos eletrônicos da Atari.
O impacto combinado da baixa qualidade de Pac-Man e E.T. refletiu negativamente na Atari e causou hesitação nos consumidores para comprar os produtos futuros da empresa, com suas vendas desacelerando no início de 1983. A Atari tentou melhorar jogos futuros e licenças de fliperamas para reconquistar os consumidores, como a versão de Ms. Pac-Man, que foi recebida muito mais positivamente pelos críticos. Entretanto, eles foram incapazes de obter o mesmo nível de vendas que haviam alcançado no ano anterior.

### Competição de computadores pessoais

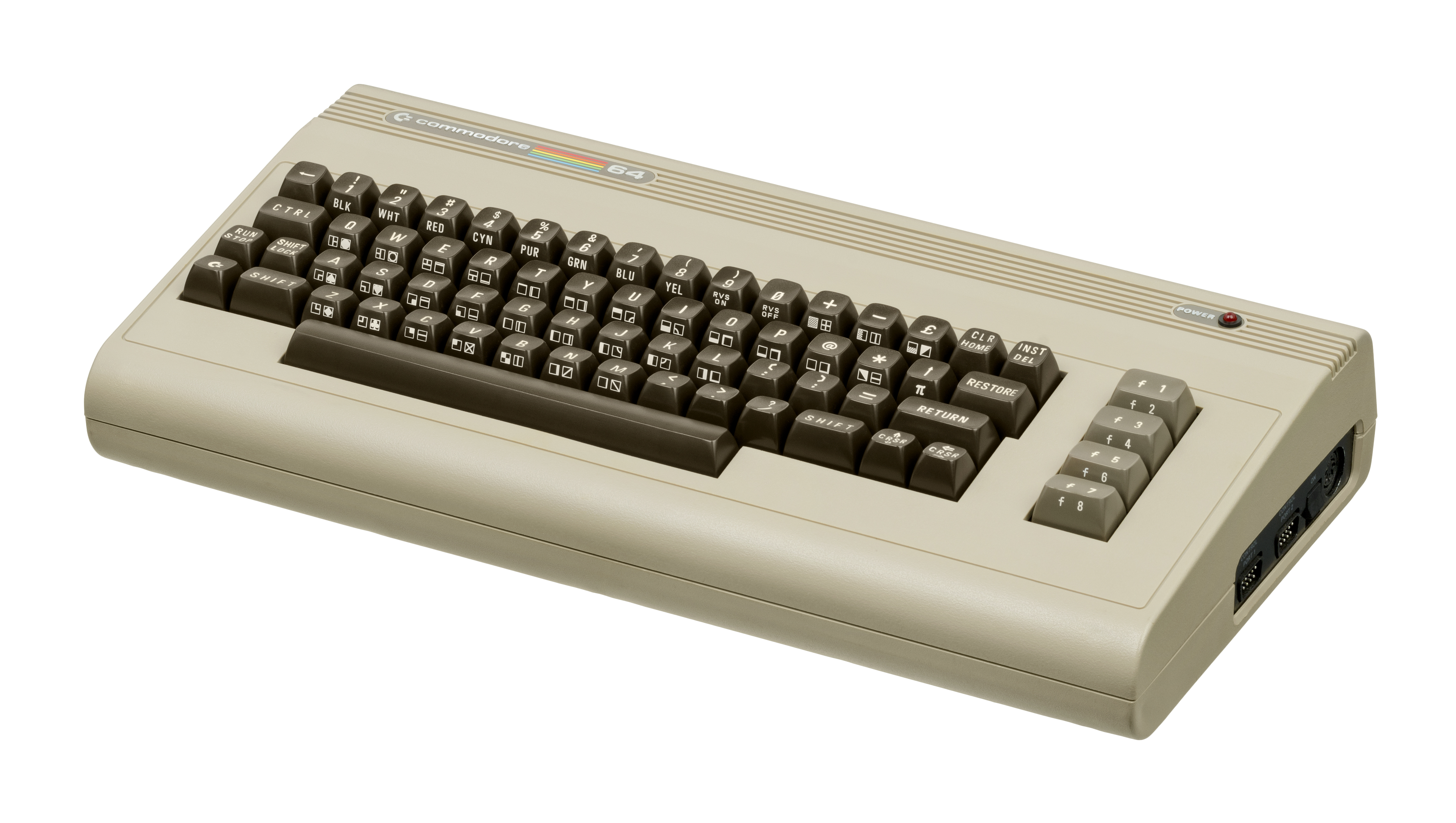
O Commodore 64 sobreviveu à crise e se tornou um dos computadores mais vendidos de todos os tempos.

Computadores pessoais acessíveis foram introduzidos no mercado pela primeira vez em 1977 e, em 1979, a Atari revelou os computadores Atari 400 e 800, construídos com um chipset originalmente destinado para uso em um console de jogos eletrônicos, e que tinham o mesmo preço de seus nomes respectivos em dólares. Em 1981, a IBM lançou o computador IBM 5150 a um preço de 1.565 dólares, enquanto a Sinclair Research lançou seu microcomputador de baixo custo ZX81 a 70 libras. Em 1982, novos designs de computadores de mesa frequentemente eram capazes de oferecer melhores sons e gráficos em cores se comparados a consoles, e suas vendas cresciam rapidamente. O TI-99/4A e o Atari 400 custavam $349, o Tandy Color Computer custava $379 e a Commodore International acabara de reduzir o preço do VIC-20 para $199 e do C64 para $499.
Já que computadores geralmente possuírem mais memória e processadores mais rápidos do que um console, eles permitiam jogos mais sofisticados. Eles também podiam ser usados para tarefas como processamento de texto e contabilidade. Jogos eram mais facilmente distribuídos, já que podiam ser vendidos em disquetes ou fitas cassete ao invés de cartuchos. Essas mídias sobrescrevíveis permitiam que jogadores salvassem jogos em progresso, uma ferramenta útil para jogos cada vez mais complexos e não disponível nos consoles da época.
Em 1982, uma guerra de preços entre a Commodore e a Texas Instruments levou os preços de computadores pessoais ao mesmo nível de consoles; depois da redução do preço do Commodore 64 para $300 em junho de 1983, algumas lojas começaram a vendê-lo a até $199. Dan Gutman, fundador da revista Video Games Player lembrou, em um artigo de 1987, do fato de que em 1983, as "pessoas se perguntavam, 'por que eu deveria comprar um sistema de jogos eletrônicos quando eu posso comprar um computador que pode rodar jogos e fazer muito mais?'" A Boston Phoenix afirmou em setembro de 1983 sobre o cancelamento do Intellivision III: "quem vai pagar mais de $200 por uma máquina que só pode rodar jogos?" A Commodore explicitamente buscava o mercado de jogadores de jogos eletrônicos. O porta-voz William Shatner perguntava em comerciais do VIC-20 "por que só comprar um jogo eletrônico da Atari ou da Intellivision?", dizendo que "ao contrário dos jogos, ele tem um teclado de computador real" mas também "roda grandes jogos". O controle da Commodore sobre a fabricadora de chips MOS Technology permitiu a fabricação de circuitos integrados dentro da própria empresa, então o VIC-20 e o C64 podiam ser vendidos a preços muito mais baixos do que os de competidores. Além disso, os dois computadores da Commodore eram criados para utilizar os já difundidos controles da Atari, para que pudessem tomar parte do mercado já existente de controles.
"Eu estou no varejo há 30 anos e nunca vi nenhuma categoria de bens entrar em um padrão de autodestruição assim", um executivo da Service Merchandise disse ao The New York Times em junho de 1983. A guerra de preços era tão severa que em setembro, o diretor executivo da Coleco, Arnold Greenberg, celebrou rumores de um computador doméstico IBM 'Peanut' porque, apesar de a IBM ser uma competidora, ela é "uma empresa que sabe como fazer dinheiro." "Eu olho para trás um ou dois anos no campo dos jogos eletrônicos, ou no campo dos computadores pessoais", Greenberg adicionou, "o quão melhor todos eram, quando a maior parte das pessoas estavam fazendo dinheiro, ao invés de tão poucas." As empresas reduziram a produção no meio do ano por causa de fraca demanda mesmo com preços baixos, causando escassez com o crescimento explosivo da demanda na temporada de Natal; apenas o Commodore 64 estava disponível em larga escala, com uma estimativa de mais de 500 mil computadores vendidos durante a temporada. O 99/4A foi um desastre tão grande para a TI que as ações da empresa imediatamente valorizaram em 25% depois do cancelamento de sua produção e da saída da marca do mercado de computadores pessoais no fim de 1983. A rede de varejo JCPenney anunciou em dezembro de 1983 que deixaria de vender computadores pessoais graças à combinação de baixa oferta e baixos preços.
Naquele ano, Gutman escreveu, "jogos eletrônicos estavam oficialmente mortos e computadores eram uma febre". Ele renomeou sua revista Computer Games em outubro de 1983, mas notou que "a palavra games se tornou uma palavra suja na imprensa. Nós começamos a substituí-la com simulações sempre que possível." Logo "a queda dos computadores começou [...] De repente, todos estavam dizendo que o computador pessoal era só uma tendência, só outro bambolê." A Computer Games publicou sua última edição no fim de 1984. Em 1988, o fundador Russell Sipe da Computer Gaming World notou que "a crise dos jogos de fliperama de 1984 levou a maior parte das revistas de jogos de computador com ela." Ele afirmou que, "até o inverno de 1984, só algumas revistas de jogos de computador sobraram" e, no verão de 1985, a Computer Gaming World "era a única revista de jogos de computador de 4 cores restante."